# Castelnau-Picampeau
Castelnau-Picampeau település Franciaországban, Haute-Garonne megyében. Lakosainak száma 226 fő (2022. január 1.). Castelnau-Picampeau Casties-Labrande, Le Fousseret, Fustignac, Lussan-Adeilhac, Montoussin és Pouy-de-Touges községekkel határos.

## Népesség
A település népességének változása:
| Lakosok száma | 184  | 179  | 171  | 178  | 216  | 217  | 215  | 208  | 209  | 226  |
|               | 1968 | 1982 | 1990 | 2006 | 2013 | 2015 | 2017 | 2019 | 2020 | 2022 |